# آندریا منگن
آندریا منگن (انگلیسی: Andrea Menegon؛ زادهٔ ۲۶ سپتامبر ۱۹۸۸) بازیکن فوتبال اهل ایتالیا است.
از باشگاه‌هایی که در آن بازی کرده‌است می‌توان به باشگاه فوتبال پادوا، باشگاه فوتبال ونتزیا، و باشگاه فوتبال یو. اس. پرگولیتزه اشاره کرد.